# Yendi
Yendi is een plaats in Ghana (regio Northern). De plaats telt 40 336 inwoners (census 2000).